# Хорнблоуэр (телесериал)
«Хорнблоуэр» (англ. Hornblower) — серия из восьми телефильмов о приключениях британского морского офицера Горацио Хорнблоуэра, снятых по мотивам произведений С.С. Форестера. В главной роли — Йоан Гриффит.

## Список фильмов
- 1998 — Равные шансы
- 1998 — Экзамен на лейтенанта
- 1999 — Герцогиня и дьявол
- 1999 — Раки и лягушатники
- 2001 — Бунт/Мятеж
- 2001 — Возмездие
- 2003 — Преданность
- 2003 — Долг

## В ролях
| Актёр           | Роль                               |
| --------------- | ---------------------------------- |
| Йоан Гриффит    | Горацио Хорнблоуэр (8 эпизодов)    |
| Пол Макганн     | офицер Уильям Буш (4 эпизода)      |
| Джейми Бамбер   | офицер Арчи Кеннеди (5 эпизодов)   |
| Иэн Макэлхинни  | капитан Хаммонд (4 эпизода)        |
| Роберт Линдсэй  | капитан Пэлью                      |
| Дэвид Уорнер    | капитан Джеймс Сойер (2 эпизода)   |
| Джулия Савалия  | жена Хорнблоуэра Мария (2 эпизода) |
| Крис Барнс      | Финч (2 эпизода)                   |
| Лоркан Кранич   | Вулф (2 эпизода)                   |
| Филип Гленистер | Хоббс (2 эпизода)                  |

## Награды
Серия пятнадцать раз в разные годы номинировалась на премию Эмми.. 
- 1999 — Премия «Эмми» в категории Лучший мини-сериал или фильм (англ. Outstanding Miniseries).
- 1999 — Премия «Эмми» в категории Лучший монтаж мини-сериала или телефильма, снятого на одну камеру(англ. Outstanding Single Camera Picture Editing for a Mini-series or a Movie).